# 앨리 리버트
앨리 리버트(Ali Liebert, 1981년 8월 20일 ~ )는 캐나다의 배우이다.

## 출연 작품
- 원더 - 페토사 역